# Antonio Terry y Rivas
Antonio Terry y Rivas (Cádiz, 26 de noviembre de 1838 – Madrid, 2 de noviembre de 1900). Fue un ilustrado marino y militar español, contralmirante de la Armada Española, que contribuyó a la divulgación de las ciencias y de las matemáticas
a través de su fecunda obra.

## Biografía
Antonio Terry, de linaje irlandés por línea paterna, nació en Cádiz el 26 de noviembre de 1838. Sus padres eran Don José Terry y Villa de Cádiz y Doña Josefa Rivas y Genovés de El Puerto de Santa María. Su bisabuelo Domingo Terry, casado con Elena Macnámara, procedía de Cork y se estableció en Cádiz en el siglo XVIII. En 1757 el Rey Fernando VI le nombró, junto a su hermano Guillermo, Hijosdalgos de Sangre Notorios.
De su matrimonio con Margarita Vienne, de New Orleans, tendría cinco hijos y dos de ellos serían marinos: el teniente de navío José María Terry Vienne muerto en Cartagena con tan solo 40 años y Luis Terry Vienne que sería juez instructor en Ribadesella y Gijón.
En 1853 sienta plaza como aspirante de marina en el Colegio Naval sacando en todas las asignaturas la máxima nota. Realiza sus primeras prácticas navales en la corbeta Isabel II y a continuación embarca en el bergantín Scipión con rumbo a Filipinas para combatir a los piratas de Mindanao y Joló.
Tras su vuelta a España participa en 1860 en la guerra de África con la misión de bombardear las ciudades de Arcila y Larache.Por estos hechos es nombrado Benemérito de la Patria y recibe la Cruz de la Diadema Real de la Marina y la medalla de África. Participa en la 1861 y en 1864 contra los independentistas en Santo Domingo. El 3 de junio de 1870, a bordo del vapor Hernán Cortés, pasa a participar en la guerra de Cuba en las operaciones llevadas a cabo en la Ciénaga de Zapata como capitán de la 1.ª Compañía del batallón compuesto con la marinería y tropa de los buques y se le premia con la Cruz roja de primera clase. De vuelta a la península participa en la batalla del Río de Oro de Melilla en 1870 y dos años más tarde, contribuye al restablecimiento del orden durante la tercera guerra carlista. Por cada una de estas acciones recibe la Cruz roja de primera clase. El rey Alfonso XII le concedió como gracia especialísima el empleo de capitán de fragata sin antigüedad por sus obras de navegación y el 25 de febrero de 1874 se le concedió la prestigiosa Cruz de San Hermenegildo.
Recompensado por la Marina con el empleo personal de capitán de fragata en 1878 y nombrado coronel del ejército, pasa a mandar el 2.º batallón del segundo regimiento de Infantería y el batallón de Cazadores de Cienfuegos en las últimas operaciones de la guerra de Cuba. Es nombrado Benemérito de la patria por su participación en la guerra de Cuba y se le concede las cruces rojas del Mérito Naval y del Mérito Militar.
Desempeñó durante años el cargo de oficial de derrota a bordo del bergantín
Habanero, corbeta Ferrolana, vapores Blasco de Garay, Pizarro y Lepanto y de las fragatas Lealtad, Princesa de Asturias, Gerona,  y Numancia. Fue comandante del cañonero Ana, vapor Alerta, cruceros Gravina y Sánchez Barcáiztegui, crucero acorazado Vizcaya y por último del acorazado Pelayo. En 1899 es nombrado mayor general de la Escuadra de instrucción navegando en la fragata Gerona y más tarde en el crucero Reina Regente.
En tierra desempeñó brillantemente las comandancias de marina y capitanía de los puertos de Manila y Bilbao. Accedió al Ministerio de Marina en los cargos de oficial primero, secretario militar, subsecretario del mismo y director del personal. En la Dirección de establecimientos científicos se le nombra oficial 1.º, teniendo a su cargo la organización del Negociado de Academias.
Fue socio honorario de la Sociedad Colombina Onubense y académico de la Real Academia de Ciencias y Artes de Barcelona en 1896. Ese mismo año fue elegido diputado a Cortes por Cádiz y senador vitalicio por la provincia de Canarias (1899-1900). Sus últimos cargos fueron los de subsecretario del Ministerio y jefe del Estado Mayor General y, finalmente, en 1899 se le promovió al empleo de contralmirante de la Armada. 
Falleció, el 2 de noviembre de 1900 en Madrid. Descansan sus restos en el patio de Santa Gertrudis.

### Condecoraciones
14 cruces del mérito naval, de las cuales 8 le fueron concedidas por sus libros de texto.
Dos veces nombrado Benemérito de la Patria por la guerra de África y por la guerra de Cuba.
La medalla de África (1861),
La Cruz de la Diadema Real de la Marina
La medalla de Cuba con distintivo rojo y dos pasadores (1878),
La Gran Cruz de San Hermenegildo (1884),
La Cruz de Comendador de San Gregorio de Grecia (1891),
La Gran Cruz de Nuestra Sra. de la Concepción de Villaviciosa de Portugal ( 1897).
Como reconocimiento a su labor científica, un vapor de la marina mercante llevó su nombre. 
Este vapor llamado General Terry, fue vendido junto al vapor General Auñón en la Coruña en 1901.

## Sus obras de texto
Fue elegido académico de la Real Academia de Ciencias y Artes de Barcelona, en1896, destinado a la Comisión de Meteorología exógena y endógena.
Como hombre de ciencia fue muy respetado por escribir más de 20 obras científicas y por sus numerosos artículos
publicados en la Revista de Navegación y Comercio, referentes a astronomía, navegación y matemáticas por las que obtendría
numerosas medallas y la mayoría serían utilizadas como obras de texto dentro de la Armada. Todas ellas tuvieron una gran
difusión en el siglo XIX y parte del siglo XX alcanzando muchas de ellas más de cuatro ediciones. Sus obras se usaron también en
algunas repúblicas hispano-americanas como México, Venezuela y Chile, difundiendo los modernos métodos de la
Navegación Astronómica donde abordó los problemas ocasionados por el desvío de la aguja magnética en los buques
modernos, que ocasionaban un elevado número de naufragios. Por esta razón sus libros llegaron a ser muy utilizados no solo por la marina de guerra sino también por la marina mercante.
Como notable matemático contribuyó a difundir las matemáticas francesas en nuestro país y a complementar con su excelente colección de problemas y ejercicios las obras teóricas existentes en las academias militares. Sus Ejercicios o Colecciones de Terry, tuvieron una gran difusión en su tiempo por llenar un vacío existente, siendo utilizadas no solo por las academias de marina sino también por las escuelas de
ingenieros e institutos de enseñanza secundaria en el último tercio del siglo XIX y parte del
siglo XX.
Obras de navegación: El manual del navegante (1873), El desvío de la aguja náutica (1875), El compañero del navegante a la vista de tierra (1875), Tablas náuticas para
abreviar los cálculos (1879), El inseparable del marino (1883), Tablas de azimutes (1884), El marino en el puente a la vista de tierra (1887), Guía del marino en el puente (1892), Compensación de la aguja Thomson (1894), Tabla de distancias en millas náuticas entre los puertos y puntos de recalada más importantes del globo (1895), Diccionario técnico marítimo inglés-español y español- inglés (1896), Diques y
varaderos de todos los puertos del globo (1896), Características navales de los puntos de recalada y puertos más comerciales del globo: seguidas de tablas de la distancia en millas náuticas que hay desde cualquiera de ellos a todos los demás(1898), Diccionario
de los términos y frases de Marina. Español-Francés-inglés (1899), Apuntes de
Meteorología Náutica, Oceanografía y derrotas (1899).
Obras de matemáticas: Teoría de desigualdades y Análisis indeterminado de primer grado. Complemento al programa de álgebra (1879), Problemas y ejercicios del cálculo algebraico: parte originales y parte escogidos de los principales autores que tratan sobre la materia (1879), Ejercicios y problemas de aritmética: parte originales y parte escogidos de los principales autores que tratan sobre la materia (1880), Ejercicios de trigonometría: parte originales y parte escogidos de los principales autores que tratan sobre la materia (1881), Ejercicios de Geometría: parte originales y parte escogidos de los principales autores que tratan sobre la materia (1881), Ejercicios de cálculo diferencial e integral.